# Ray Fearon
Fitzroy Raymond "Ray" Fearon (Londra, 1º giugno 1967) è un attore britannico che, sebbene abbia lavorato estensivamente a teatro in numerose opere, è probabilmente meglio conosciuto per il ruolo ricorrente del meccanico Nathan Harding nella soap opera Coronation Street del canale televisivo ITV.

## Biografia
Ray è figlio di immigrati provenienti dall'India occidentale, ed ha nove fratelli e sorelle. Durante l'infanzia e l'adolescenza è stato un promettente giocatore di tennis.

## Carriera

### Teatro
Dopo aver studiato arti drammatiche con Janet Amsden al Rose Bruford College, Ray ha iniziato a farsi una reputazione come attore teatrale, lavorando nei teatri Liverpool Everyman Theatre, Manchester Contact Theatre, Manchester Royal Exchange, Oxford Playhouse, Barn Theatre (Kent), The Almeida, The Crucible (Sheffield), The Donmar Warehouse, The Royal Shakespeare Theatres (Stratford) e National Theatre. Grazie agli spettacoli teatrali ai quali ha partecipato, ha girato anche gli Stati Uniti e l'Europa.
Il suo primo ruolo importante è stato quello di Otello nella tragedia omonima, interpretato a Liverpool all'età di 24 anni al fianco di Gillian Kearney nel ruolo di Desdemona. Ha quindi interpretato i personaggi di Charles Surface in The School for Scandal, Betty/Martin in Cloud Nine, Longaville Love's Labour's Lost, Ferdinand in The Tempest e Pete in Blues for Mr Charlie.
Arrivato a Londra, i suoi primi ruoli sono stati quelli di Hugo/Frederick in Ring Round the Moon al Lilian Baylis Theatre, il protagonista di The Invisible Man (il suo spettacolo personale) al Bridewell Theatre, e quello di Pierre Venice Preserv'd al teatro Almeida.
Ray ha lavorato estensivamente con la Royal Shakespeare Company nei teatri di Stratford e di Londra, oltre che negli spettacoli in tour. Durante la sua carriera con la compagnia, ha interpretato il Primo Cavaliere e Primo Tentatore in Assassinio nella cattedrale (1993), Stubb in Moby Dick (1993), il Principe del Marocco in Il mercante di Venezia (1994), Brachiano in The White Devil (1994), Paris in Troilus and Cressida (1996), Romeo in Romeo e Giulietta (1997), Othello in Otello (1999), il Marchese di Posa in Don Carlos (1999) e Pericle in Pericle, principe di Tiro di Adrian Noble (2002).
Nel 2003, Ray ha interpretato notevolmente il ruolo di Oberon in Sogno di una notte di mezza estate, messo in scena al Crucible Theatre di Sheffield. L'anno successivo è apparso come Jean Kiyabe in World Music di Steve Waters al Donmar Warehouse, e successivamente nello stesso anno ha interpretato Mark in Sing Yer Hearts Out for the Lads di Roy Williams, messo in scena al National Theatre.

### Cinema e televisione
Fearon ha interpretato Nathan Harding in Coronation Street, ed è apparso nel primo capitolo della saga di Harry Potter, Harry Potter e la pietra filosofale, nel ruolo del centauro Fiorenzo. Nel 2006 ha partecipato alla versione inglese del programma Ballando con le stelle, in coppia con la ballerina Camilla Dallerup, tuttavia è stato eliminato durante la sesta settimana.

## Vita privata
Ray ha una figlia, Rosa May, avuta dalla sua precedente compagna Jane Gurnett. Dal 2006 al 2007 ha invece avuto una relazione con la supermodella australiana Elle Macpherson.

## Filmografia

### Cinema
- Hamlet, regia di Kenneth Branagh (1996)
- Harry Potter e la pietra filosofale (Harry Potter and the Philosopher's Stone), regia di Chris Columbus (2001) - voce
- Lulu und Jimi, regia di Oskar Roehler (2009)
- The Hooligan Factory, regia di Nick Nevern (2014)
- The Foreigner, regia di Martin Campbell (2017)
- La bella e la bestia (Beauty and the Beast), regia di Bill Condon (2017)
- 2036 Origin Unknown, regia di Hasraf Dulull (2018)
- The Protégé, regia di Martin Campbell (2021)
- Natale con il babbo (Father Christmas Is Back), regia di Philippe Martinez (2021)
- The Lady of Heaven, regia di Eli King (2021)
- Memory, regia di Martin Campbell (2022)

### Televisione
- Prime Suspect – serie TV, 1 episodio (1991)
- The Merchant of Venice, regia di Alan Horrox – film TV (1996)
- A Christmas Carol, regia di Catherine Morshead – film TV (2000)
- As If – serie TV, 10 episodi (2002)
- Waking the Dead – serie TV, 2 episodi (2003)
- Coronation Street – serial TV, 76 puntate (2005-2006)
- The Chef's Letter – cortometraggio (2008)
- Doctors – serial TV, 19 puntate (2003-2008)
- Un'estate a Città del Capo (Ein Sommer in Kapstadt), regia di Imogen Kimmel – film TV (2010)
- Da Vinci's Demons – serie TV, 9 episodi (2014-2015)
- New Blood – serie TV, 2 episodi (2016)
- Origin – serie TV, episodio 1x02 (2018)
- Shakespeare & Hathaway – serie TV, episodio 2x02 (2019)
- Fleabag – serie TV, episodi 2x02-2x05 (2019)
- Testimoni silenziosi (Silent Witness) – serie TV, episodi 22x07-22x08 (2019)

## Teatro
- Othello - Othello (RSC, 1999)[2]

## Doppiatori italiani
- Fabrizio Vidale in Un'estate a Città del Capo, Natale con il babbo
- Enrico Pallini in Hamlet
- Roberto Pedicini in Harry Potter e la pietra filosofale
- Edoardo Stoppacciaro in Da Vinci's Demons
- Alessandro Germano in The Protégé
- Stefano Alessandroni in Memory